# Ipsa die
Ipsa die (z łac. „w sam dzień”) – pojęcie stosowane do określania dokładności terminu jakieś daty. W Kościele katolickim często stosowane do określania daty uroczystości.
Przykład: 
Odpust parafialny przypada w święto Jana Chrzciciela – 24 czerwca ipsa die. oznacza, że odpust będzie obchodzony dokładnie w dzień 24 czerwca, a nie w np. najbliższą niedzielę (jak zwykle przyjęto).